# Bellö kyrka
Bellö kyrka är en kyrkobyggnad som tillhör Ingatorp-Bellö församling, belägen i Bellö knappt 3 mil ostsydost om Eksjö och 7 km söder om Hjältevad.

## Kyrkobyggnaden
Bellö kyrka är uppförd i nyklassicistisk stil och består av långhus med torn och vapenhus i sydost och ett kor i norr med samma bredd som långhuset. Vid norra sidan bakom koret finns en sakristia. Kyrkan är byggd av murad sten och belagd med vit spritputs. Alla tak är belagda med svartmålad skivtäckt plåt.

## Historik
Den första stenkyrkan, byggd av gråsten, härstammar troligen från 1200-talet.
Nuvarande kyrka uppfördes av byggmästare Peter Eriksson år 1823 efter ritningar av Jacob Wilhelm Gerss. Den byggdes på samma plats som den medeltida helgedomen och färdigställdes 1826. Som kuriosum kan nämnas att ett av den tidigare klockstapelns ben använts som stöd för koret. Invigningen förrättades våren 1828 av biskop Marcus Wallenberg.

## Inventarier
- Rökelsekar, troligen från 1200-talet.
- Triumfkrucifix av lövträ från mitten av 1300-talet.
- Altartavlan "Kristi Törnekrona" är målad 1856 av konstnären P. M. Kindberg i Vimmerby.
- Mässhake från 1400-talet.
- Den åttkantiga predikstolen är samtida med nuvarande kyrka. 1829 flyttades den till västsidan. På dess ljudtak finns ett litet kors med svepduk.
- Storklockan med inskription "Tacka herren om ty han är mild och hans godhet warar i evighet".
- Lillklockan ...
- I kyrkan finns en historiskt intressant piporgel från 1828 byggd av Nils Ahlstrand från Norra Solberga.

## Orglar
Kronologi:
- Organist & amatörorgelbyggare Lars Wistrand, Södra Vi, bygger 1762 ett 8-stämmigt orgelverk för kyrkan.[1]

| Manualen     |
| Principal 8' |
| Skalmeja 8'  |

### Nils Ahlstrands orgel
- 1826 Nils Ahlstrand, Norra Solberga, bygger ett mekaniskt 10-stämmigt orgelverk med bihangspedal. Svarta undertangenter i manualen. Alla fasadpipor ljudande.

Disposition (enligt syneprotokoll):
| Manual C-d³                   | Pedal C-g° |
| Viola di gamba 8', B          | bihängd    |
| Principal 8', D (fasad)       |            |
| Gedackt 8'                    |            |
| Principal 4', B/D (fasad)     |            |
| Fugara 4'                     |            |
| Qvinta 3' (eg. 2 2/3')        |            |
| Octava 2'                     |            |
| Scharf III ch. 1' + 2/3' + ½' |            |
| Trompet 8', B                 |            |
| Wox humana 8', D              |            |

### Erik Nordströms orgel
- 1857 Erik Nordström, Flisby, gör en ombyggnad: Viola di Gamba 8' bas och Principal 8' diskant slås ihop till en genomgående Principal 8', varvid ostrukna oktaven tillverkades av en gammal Principal 4'-stämma. Vidare insatte han Fleût d'amour och Flöjt 4' i stället för Gedackt 8' och Fugara 4'. Trumpet 8' bas och Vox humana 8' diskant utbyttes mot en ny, genomgående Trumpet 8'. Möjligen var det nu manualen fick vita undertangenter.
- 1928 David Petersson, Landsbro, renoverar orgeln. Han tar bort den III-koriga Scharfen och sätter i stället in Borduna 16' och Gamba 8'. Han bygger också in verket i ett crescendoskåp, vilket tas bort av Hammarbergs, Göteborg, 1938-1939.

### Restaurerad ahlstrandsorgel
- 1969 Richard Jacoby, Stockholm, restaurerar orgelverket med inriktningen att återställa Ahlstrands disposition.

Disposition:
| Manual C-d³                          | Pedal C-g° |
| Principal 8', B/D (fasad)            | bihängd    |
| Gedacht 8' (1826/1969)               |            |
| Principal 4', B/D (fasad)            |            |
| Flöjt 4' (1857)                      |            |
| Qvinta 3' (eg. 2 2/3')               |            |
| Octava 2'                            |            |
| Scharf III ch. 1' + 2/3' + ½' (1969) |            |
| Trumpet 8', B                        |            |
| Vox humana 8', D (uppsatser 1969)    |            |